# 크리스치니 페르난지스
크리스치니 페르난지스(Christine Fernandes, 1968년 3월 1일 ~ )는 미국 출생 브라질의 배우이다.

## TV 출연
- 말랴상
- 아베니다 브라지우
- 내일은 스타 (2012년 드라마)